# Кілометровий знак

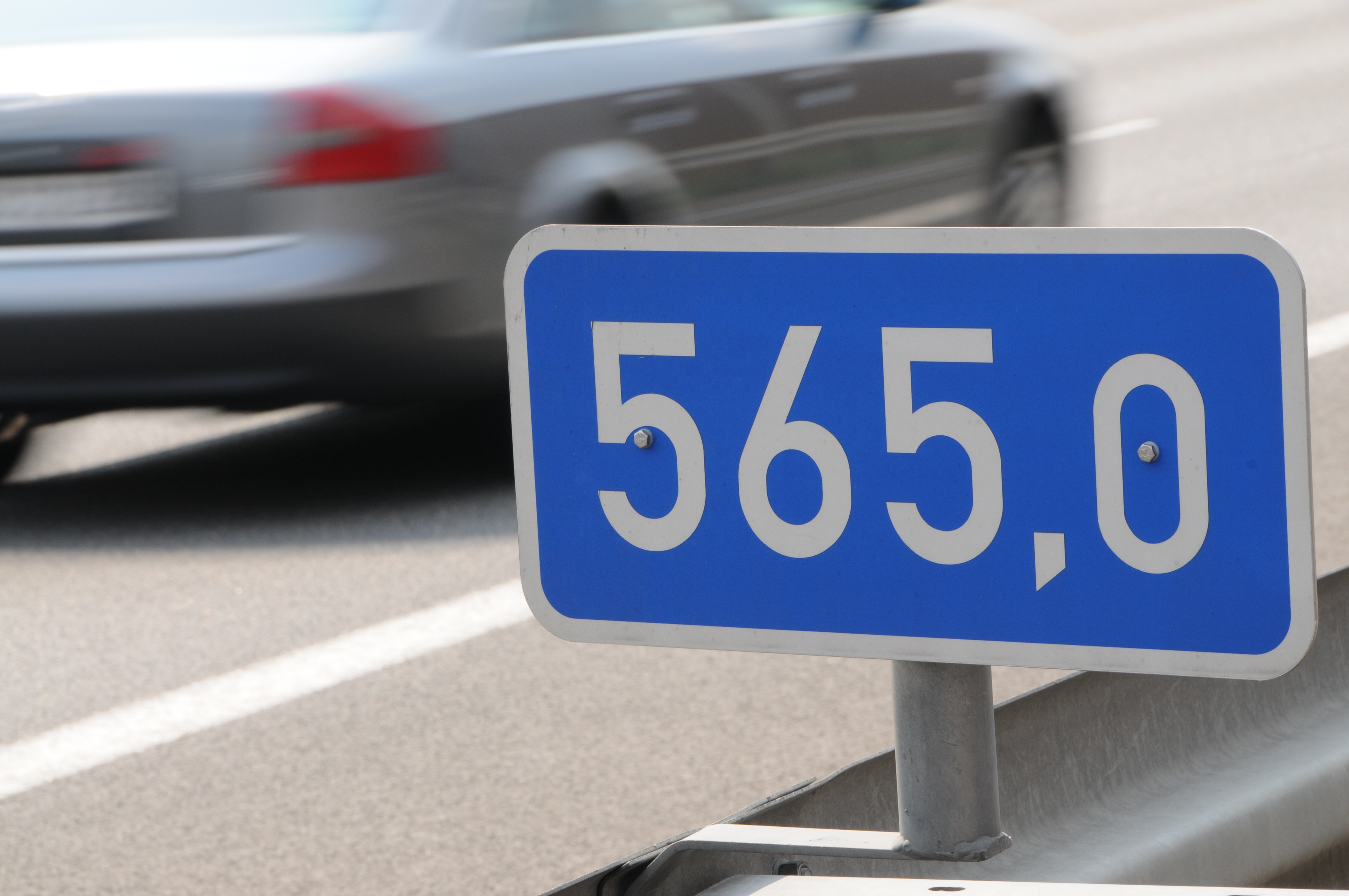
Покажчик на 565-му кілометрі німецького автобану A6

Кілометровий знак — дорожній знак, що позначає відносну відстань від певної точки відліку на автомобільній дорозі до місця свого встановлення. Зазвичай встановлюється на узбіччі чи на розділювальній смузі. Кілометрові знаки майже завжди віддалені один від одного на кілометр або його частину (у Сполучених Штатах і Великій Британії використовуються милі), зокрема знаки з відстанню 100 м називають гектометровими.

## Ідентифікація маршруту
До початку XX століття основні шляхи зазвичай мали назви, а не номер.
У більшості випадків вони мали назву міста чи містечка, до якого вели — як, наприклад, Краківська дорога. Інші старовинні назви шляхів — Вітовтова дорога, Олицький гостинець, Муравський шлях тощо.
Однак із поширенням особистого транспорту після Першої світової війни виникла потреба у простішому способі ідентифікації доріг. Різні країни прийняли різні способи ідентифікації доріг. Відповідно до Закону про місцеве самоврядування 1966 року у Великій Британії (за винятком Північної Ірландії) була прийнята система нумерації доріг таким чином, що кожна дорога мала унікальний номер по всій країні. Відносна важливість дороги визначалася префіксом «A» або «B».
У Франції дороги, якими опікувався національний уряд, мали префікс «RN» (пізніше просто «N») і номер, унікальний для всієї Франції. Дороги, які обслуговувалися департаментами, мали номер з префіксом «D» і були унікальними в межах відповідного департаменту, а дороги в підпорядкуванні комун мали унікальні в межах комуни ідентифікатори з префіксом «C». Поява автомагістралей означала поширення як британських, так і французьких методів ідентифікації доріг і зумовила необхідність послідовної нумерації кілометрів цих доріг.

## Ідентифікація місцерозташування
Відстань у кілометрах на покажчиках слугує для ідентифікації місцезнаходження. Зазвичай це відстань від певного орієнтира, як-от населеного пункту, державного кордону, місця прилягання до іншої дороги або іншого об'єкта.
Автомагістраль може бути розділена на декілька ділянок, причому різні ділянки можуть мати різну послідовність нумерації. Межами ділянок можуть бути адміністративні межі територіальних одиниць (як у випадку з системою міжштатних автомагістралей США), або ж центр великого міста чи будь-яке інше місце.
Кожна нумераційна послідовність визначається її відправною точкою і всі номери в межах однієї послідовності мають фіксоване відношення до відправної точки, а відтак й один до одного (наприклад, з інтервалом в 0,1 км). Відправною точкою може бути початок шосе, початок ділянки або якась штучна точка, що розташована перед початком шосе. Прикладом такої штучної відправної точки є колона перед головним поштамтом на Майдані Незалежності у Києві.
У деяких країнах, зокрема в Сполучених Штатах та Іспанії, номери з'їздів з автомагістралей визначаються за допомоги кілометрових покажчиків.

### Проблеми перетрасування
Якщо відбувається перетрасування автомобільної дороги, це завжди несе за собою зміну її протяжності. Це можна розв'язати одним з трьох способів:
- Кілометрові покажчики можна скоригувати, щоб врахувати зміну маршруту. Часто це доволі непрактично.
- Новій ділянці дороги можна присвоїти новий ідентифікатор. Так часто роблять в Італії.[4]
- Послідовність може бути порушена. Будь-які зміни зазначають на покажчиках на розбіжній ділянці без повторного маркування всього маршруту.

## Ідентифікація сторони проїзної частини
До появи доріг з подвійною проїзною частиною рідко виникала потреба у визначенні сторони проїзної частини. Коли це було необхідно, її часто визначали неформально за назвою населеного пункту або міста, до якого вона веде, або за допомоги однієї зі сторін компасу. Однак використання кілометрових знаків на дорогах для точного визначення місця ДТП зробило необхідним однозначне визначення правильної проїзної частини, щоб екстрені служби могли дістатися до місця аварії з мінімальною затримкою.